# Division de recensement

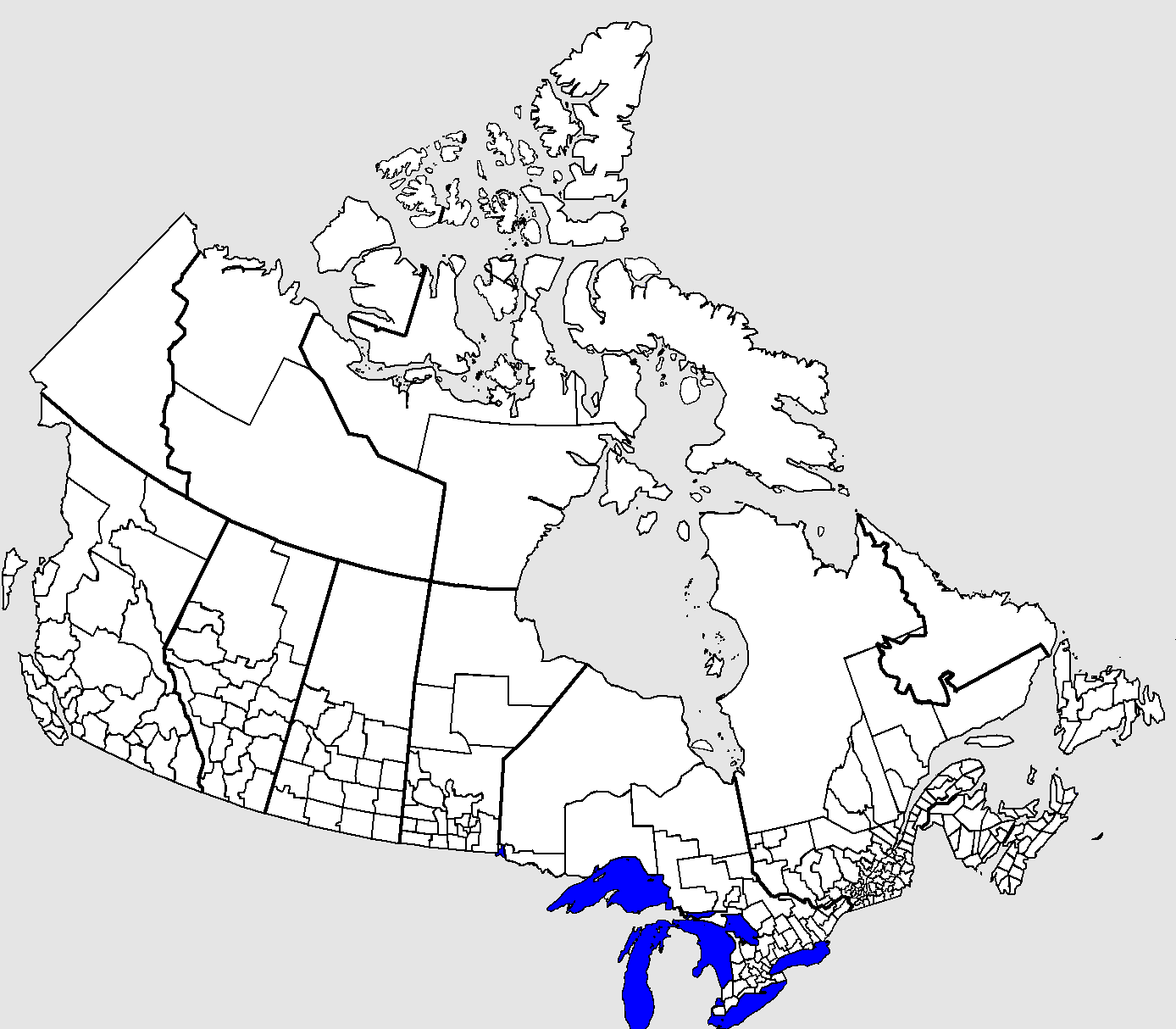
Les divisions de recensement au Canada.

Une division de recensement (DR) est une division territoriale canadienne créée par Statistique Canada afin de produire des statistiques à un niveau régional dans chacune des provinces et territoires du Canada. Chaque division de recensement est subdivisée en subdivisions de recensement (SDR) qui correspondent aux municipalités et autres entités de niveau local.  
Dans les provinces ayant des gouvernements supramunicipaux, la division de recensement correspond au comté, municipalité régionale de comté, district régional ou autre type de région divisant la province. Cependant, étant donné que ces gouvernements régionaux sont inexistants dans quatre provinces (l'Alberta, la Saskatchewan, le Manitoba et Terre-Neuve-et-Labrador) et les territoires, Statistique Canada a convenu avec ceux-ci de les diviser en plusieurs régions statistiques ou divisions de recensement.  
Au Québec, étant donné le nombre élevé des municipalités régionales de comté et des territoires équivalents (103 en tout), Statistique Canada s'est entendue avec la province pour réduire le nombre de divisions de recensement à 98. 
De 288 divisions de recensement en 2001, leur nombre augmente au fil des ans pour finalement atteindre 293 lors du recensement de 2021.

## Divisions de recensement
Les divisions de recensement (DR) sont la partition géographique servant à des fins statistiques qui se trouvent immédiatement sous le niveau des provinces et territoires. Elles sont constituées suivant les délimitations régionales établies par les lois provinciales. Dans les provinces où de telles entités régionales n'existent pas et dans les territoires, Statistique Canada convient avec les provinces et territoires de constituer des entités régionales qui ne répondent qu'à des objectifs statistiques et qui jouent le rôle de divisions de recensement. Les divisions de recensement sont les régions géographiques intermédiaires entre les municipalités (subdivisions de recensement) et la province ou territoire. Seul le Yukon n'est divisé en aucune division de recensement. 
Les divisions de recensement sont classées en 12 genres, selon l'appellation officielle donnée par l'autorité provinciale. Font exception les classes « division de recensement » (CDR) et « territoire » (TER), qui désignent les divisions de recensement créées par Statistique Canada dans les régions où cela était nécessaire. Le tableau suivant répertorie les différentes classes de DR et leur province ou territoire d'attachement lors du recensement de 2021 : 
| Province ou territoire    | Classe de DR                    | Nombre |
| ------------------------- | ------------------------------- | ------ |
| Alberta                   | Division de recensement         | 19     |
| Colombie-Britannique      | District régional               | 28     |
| Colombie-Britannique      | Région                          | 1      |
| Île-du-Prince-Édouard     | Comté                           | 3      |
| Manitoba                  | Division de recensement         | 23     |
| Nouveau-Brunswick         | Comté                           | 15     |
| Nouvelle-Écosse           | Comté                           | 18     |
| Nunavut                   | Région                          | 3      |
| Ontario                   | Division de recensement         | 9      |
| Ontario                   | Comté                           | 20     |
| Ontario                   | District                        | 10     |
| Ontario                   | Municipalité de district        | 1      |
| Ontario                   | Municipalité régionale          | 6      |
| Ontario                   | Comté uni                       | 3      |
| Québec                    | Division de recensement         | 5      |
| Québec                    | Municipalité régionale de comté | 81     |
| Québec                    | Territoire équivalent           | 12     |
| Saskatchewan              | Division de recensement         | 18     |
| Terre-Neuve-et-Labrador   | Division de recensement         | 11     |
| Territoires du Nord-Ouest | Région                          | 6      |
| Yukon                     | Territoire                      | 1      |

## Subdivisions de recensement
Les subdivisions de recensement (SDR) sont la partition géographique servant à des fins statistiques qui se trouvent immédiatement sous le niveau des divisions de recensement. Elles sont constituées suivant les délimitations municipales et de niveau local établies par les lois provinciales et territoriales. Sont assimilées à des municipalités des entités locales telles que les réserves indiennes, les établissements indiens et les territoires non organisés.
Les subdivisions de recensement sont classées en 57 genres, selon les appellations officielles adoptées par les autorités provinciales, territoriales ou fédérales. Font exception les classes « subdivision non organisée » (SNO) à Terre‑Neuve‑et‑Labrador et « subdivision municipalité de comté » (SC) en Nouvelle‑Écosse, qui désignent des régions géographiques équivalant aux municipalités créées par Statistique Canada de concert avec ces provinces, à des fins de diffusion des données statistiques. Les entités municipales ou locales inhabitées ou inhabitables ne constituent habituellement pas des SDR. Par exemple, sur les 3 200 réserves indiennes au Canada, seules 992 sont des subdivisions de recensement lors du recensement canadien de 2021. Une réévaluation des SDR est effectuée à chaque recensement.

## Divisions de recensement par province ou territoire
- Divisions de recensement de Terre-Neuve-et-Labrador
- Comtés de l'Île-du-Prince-Édouard
- Comtés de la Nouvelle-Écosse
- Comtés du Nouveau-Brunswick
- Municipalités régionales de comté et territoires équivalents du Québec
- Divisions de recensement de l'Ontario
- Divisions de recensement du Manitoba
- Divisions de recensement de la Saskatchewan
- Divisions de recensement de l'Alberta
- Districts régionaux de la Colombie-Britannique
- Régions du Nunavut
- Régions des Territoires du Nord-Ouest